# خرم أباد (مباركة)
خرم أباد هي قرية في مقاطعة مباركة، إيران. عدد سكان هذه القرية هو 64 في سنة 2006.